# ジョシュア・ブレイクストーン
ジョシュア・ブレイクストーン（Joshua Breakstone、1955年7月22日 - ）は、アメリカのジャズ・ギタリスト。
ブレイクストーンは、両親や兄弟姉妹の影響で幼い頃から音楽業界に関わっていた。姉がフィルモア・イースト劇場の照明技師で、彼はそこでジミ・ヘンドリックスやフランク・ザッパといったミュージシャンたちを観てきた。後にジャズに興味を持ち、チャーリー・パーカーやリー・モーガンの影響を受ける。マンハッタンでギタリストのサル・サルヴァドールに師事。1972年、サウスフロリダ大学のニュー・カレッジに入学し、3年後に卒業。その後、バークリー音楽大学に進学した。
数ヶ月、ブラジルに滞在した後、ニューヨークに戻り、演奏活動と指導を行った。1979年には、カナダ人サックス奏者のグレン・ホールとレコーディングを行い、ジョアン・ブラッキーン、セシル・マクビー、ビリー・ハートらが参加した。1983年にデビュー・アルバムをレコーディングするまで、ヴィニー・バーク、ウォーン・マーシュ、エミリー・レムラー、アーロン・ベルらと活動。個人指導やロードアイランド音楽院での指導も行った。
1986年以降、ブレイクストーンはコンテンポラリー・レコードで4枚のアルバムをレコーディングし、ペッパー・アダムス、ケニー・バロン、デニス・アーウィン、ジミー・ネッパー、トミー・フラナガン、キース・コープランド、ケニー・ワシントンといったサイドマンを起用した。1986年には初の日本ツアーを行っている。以来、ブレイクストーンは年に2回、日本で演奏活動を行ってきた。日野皓正、モンキー小林、中村栄治らとも共演している。1991年には日本のキングレコードと契約し、4枚のアルバムをリリースした。『ウォーク・ドント・ラン』（シャドウズやザ・ベンチャーズの「テルスター」や「アパッチ」などの曲をカバー）、ビートルズの楽曲を収録した2枚のアルバム『ジャズで聴くビートルズ作品集“赤盤”～抱きしめたい』『ジャズで聴くビートルズ作品集“青盤”～オー! ダーリン』などである。
『グラント・グリーンに捧ぐ』（1996年、Evidence）では、オルガン奏者のジャック・マクダフや、ギタリストのグラント・グリーンのサイドマンを務めていたドラマーのアル・ヘアウッドと共演。アルバム『Sittin' on the Thing with Ming』（1994年、Capri）には、自身による楽曲が多数収録されている。このアルバムに続いて、セロニアス・モンク、ウェス・モンゴメリー、バド・パウエルへのトリビュート・アルバムをリリース。『A Jamais』（2004年、Capri）では、フランス人ミュージシャンのルイ・ペトルチアーニとジョエル・アルーシュと共演。2005年には、アルバム『Memoirs - The French Sessions, Vol. 2』をフランスで制作した。

## ディスコグラフィ

### リーダー・アルバム
- Wonderful (1984年、Sonora)[1]
- 4/4 = 1 (1985年、Sonora)[2]
- 『ジョシュア・ブレイクストーン meets ペッパー・アダムス & ケニー・バロン』 - Echoes (1987年、Contemporary)[3]
- Evening Star (1988年、Contemporary)[4]
- Self-Portrait in Swing (1989年、Contemporary)[4]
- 9 by 3 (1991年、Contemporary)[4]
- 『ウォーク・ドント・ラン』 - Walk Don't Run (1991年、King)[5][6]
- 『ジャズで聴くビートルズ作品集“赤盤”～抱きしめたい』 - I Want to Hold Your Hand (The Compositions of the Beatles Vol. 1) (1992年、Paddle Wheel)[4]
- 『ジャズで聴くビートルズ作品集“青盤”～オー! ダーリン』 - Oh! Darling (The Compositions of the Beatles Vol. 2) (1992年、Paddle Wheel)[4]
- Sittin' on the Thing with Ming (1993年、Capri)[4]
- 『グラント・グリーンに捧ぐ』 - Remembering Grant Green (1993年、Evidence)[4]
- Let's Call This Monk! (1996年、Double-Time)[5]
- This Just In... (1999年、Double Time)[5]
- 『ジャズ・ミーツ・ザ・ビートルズ』 - Jazz Meets The Beatles (1999年、Paddle Wheel) ※コンピレーション
- Japanese Songs (1999年)
- The Music of Bud Powell (2000年、Double Time)[5]
- Tomorrow's Hours (2002年、Capri)[5]
- A Jamais (2003年、Capri)[5]
- Memoire: The French Sessions Vol. 2 (2004年、Capri)[5]
- No One New (2009年、Capri)[7]
- With the Wind and the Rain (2013年、Capri)[8]
- 2nd Avenue: The Return of the Cello Quartet (2015年、Capri)[8]
- Children Of Art (2015年、Capri)
- 88 (2016年、Capri)[9]